# M Cream
M Cream è un film del 2014 diretto da Agneya Singh e Aban Raza.

## Trama
Uno studente universitario della Delhi University e i suoi amici iniziano un viaggio nell'Himalaya, alla ricerca di una droga.